# MŽ

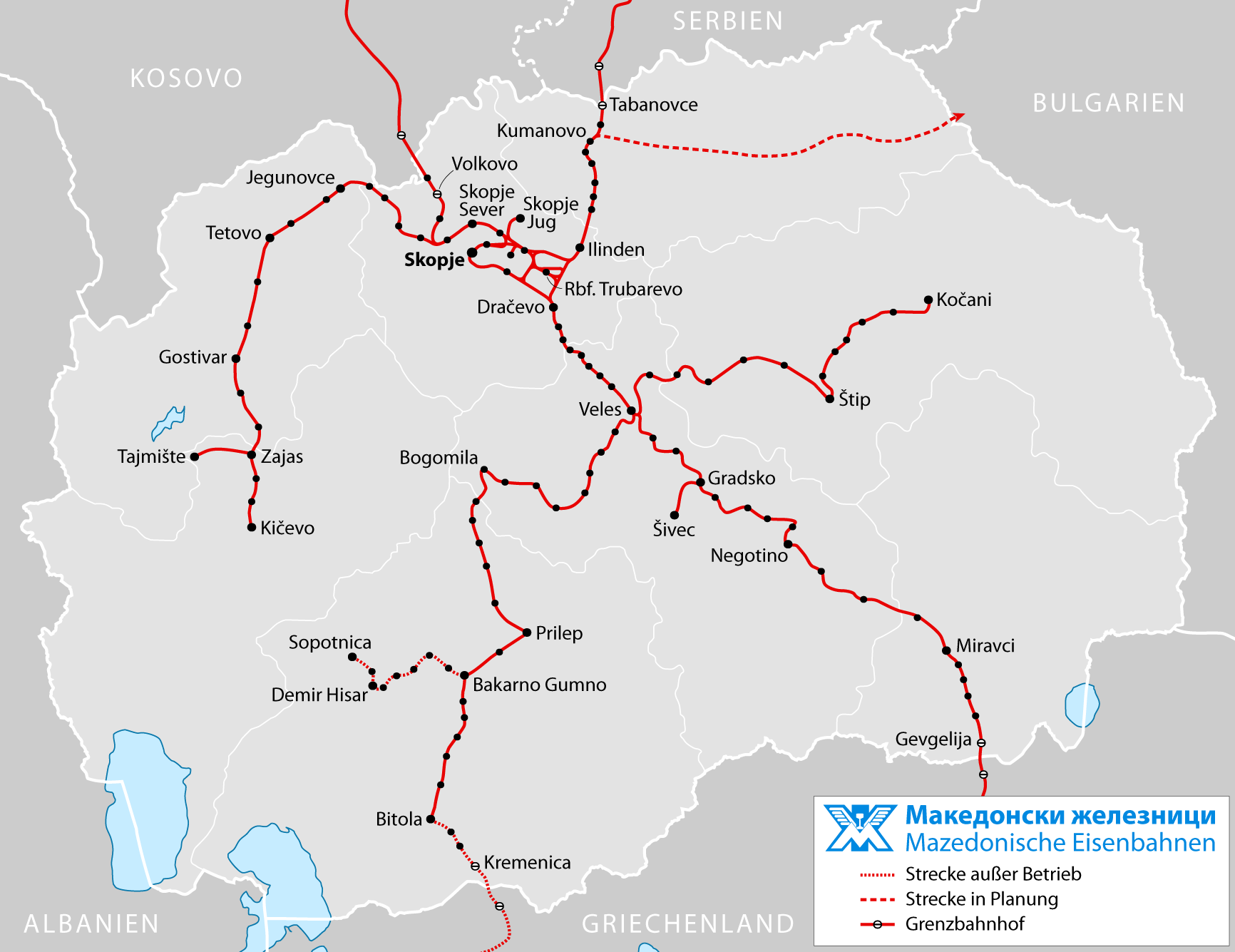
Rețeau de căi ferate de Republica Macedoneană

MŽ (macedoneană Makedonski Zeleznici, Македонски железници) este o societate feroviară de transport călători din Republica Macedonia de Nord.
1. ↑   https://mzi.mk/%d0%b7%d0%b0-%d0%bd%d0%b0%d1%81/%d0%b8%d1%81%d1%82%d0%be%d1%80%d0%b8%d1%98%d0%b0%d1%82/ Lipsește sau este vid: |title= (ajutor)